# 杓鹬鞭带吸虫
杓鹬鞭带吸虫（学名：Himasthla numenii）为棘口科鞭带属的动物。在中国大陆，分布于福建等地，营寄生生活，宿主白腰杓鹬以及寄生在肠中。该物种的模式产地在福建。